# 黃繼俊
黃繼俊（1896年—1981年），生於日治台灣臺北縣興直堡新莊（今新北市新莊區）:488，企業家，為三陽工業與慶豐集團創辦人。

## 生平
黃繼俊生於日治台灣時期，其父黃恩在台北開設雜貨店。黃繼俊畢業於興直堡公學校（今新莊國民小學）:488、台北國語學校（今國立臺北教育大學的前身），之後在台北擔任公學校教員。在太平洋戰爭期間，擔任農會職員。
1945年，第二次世界大戰結束，日本投降，中華民國政府接收台灣。1947年，黃繼俊從商，與陳遠平合資，在台北市創立慶豐行，從事進出口業務，自汕頭、香港、菲律賓等地進口民生物資到台灣。1948年8月，張國安進入慶豐行工作。
1950年，慶豐行自香港進口英國三槍牌（BSA）機車至台灣販賣，銷售良好。黃繼俊開始從事機車進口。1952年，因為投入機車進口的公司變多，競爭變大，從英國進口的成本較高，黃繼俊改為進口日本富士重工的機車。同時，因為政府規定，同一間公司不能進口同一輛機車的所有零件，黃繼俊與其國語學校同窗柯光述開設的光隆行合作，以機車修理為名義，兩間公司分別進口一半的零件，再彼此合作交換，組裝成完整機車出售，首創台灣銷售同一品牌機車先例。同年，本田宗一郎創辦的本田技研公司，因為在歐洲採購零件的成本太高，公司財務出現問題，經介紹，黃繼俊採購本田技研的機車引擎到台灣，安裝在自行車上出售。這項合作是本田技研公司收到的首件海外訂單，解決了他們的財務問題，黃繼俊也因為這項交易獲得很好的收益。
1953年，陳誠內閣開始鼓勵台灣本土企業的創立。在出口擴張政策下，台幣持續貶值，進出口貿易的成本變高，黃繼俊決定由貿易轉向零件生產。1954年，黃繼俊與張國安合作建立三陽電機廠，生產腳踏車用電燈。
1960年，將慶豐行的油脂部門獨立，成立豐達貿易公司，負責銷售潤滑油品、汽車化學用品。12月，慶豐行改組為慶豐有限公司，主要業務為本田機車的進口。1961年，三陽電機改組為三陽工業，開始從事機車製造。慶豐公司改名慶澧股份有限公司，販售汽、機車零組件、鏈條、輸送設備、塑膠原料、金屬五金等進口產品。1962年，與本田技研進行技術合作，生產機車，是台灣第一間機車製造廠，生產的機車，以本田（Honda）品牌銷售到台灣。
1968年，成立展業公司，從事機車零件製造事業。1979年，展業公司改名鼎豪實業公司，為三陽實業的零件總代理。
1977年，創辦南陽實業，從事汽車進口業務，為本田汽車的台灣代理。
1978年，成立金帝股份有限公司，為日本本田公司在台灣的總代理，販售汎用引擎、發電機、船外機、農業機械等產品。
1979年，黃繼俊身體出現問題。1980年，黃繼俊之子黃世惠接任三陽工業董事長。1981年，黃繼俊過世。

## 家庭
其長子黃世惠，原本在日本擔任神經外科醫師，黃繼俊臨終前回臺灣接手家族企業。